# Katherine Fulp-Allen
Katherine Fulp-Allen (ur. 26 maja 1988) – amerykańska zapaśniczka walcząca w stylu wolnym. Akademicka mistrzyni świata w 2008. Czwarta w Pucharze Świata w 2015 roku.
Jest córką Lee Allena, zapaśnika i olimpijczyka z Melbourne 1956 i Rzymu 1960, a także siostrą Sary, medalistki turniejów zapaśniczych.